# Parawubanoides
Parawubanoides là một chi nhện trong họ Linyphiidae.